# Шперлинг, Корней Андреевич
Корне́й Андре́евич Шпе́рлинг (7 июня 1947 — 16 ноября 2023) — советский и российский футбольный тренер, функционер, заслуженный тренер России (1990), кандидат педагогических наук (1977).

## Биография
Окончил Омский государственный институт физической культуры в 1968 году. С 1968 по 1972 год работал преподавателем на кафедре футбола-хоккея в Омском ГИФК. С 1972 по 1975 год — аспирант Московского Всесоюзного научно-исследовательского института физической культуры. Защитил кандидатскую диссертацию на тему «Методика отбора детей и комплектование учебных групп для занятий футболом». В 1975—1976 годах входил в состав комплексной научной группы по подготовке сборной СССР по футболу к Олимпийским играм 1976 года.

## Тренерская работа
С 1979 года на практической тренерской работе. С 1979 по 1985 год — главный тренер команды «Иртыш». С 1987 по 1991 год — главный тренер футбольной команды «Уралмаш». С 1992 по 1999 год работал в команде «Балтика». С 2000 по 2001 год — главный тренер команды «Волгарь-Газпром». 2003 г. (до июня) — главный тренер «Динамо» (Ставрополь). С июля — тренер-консультант «Лукойла» (Челябинск). С 2004 года — тренер-консультант брянского «Динамо». В «Урале» с июля по декабрь 2004 года. С 1993 по 1995 год по совместительству, на общественных началах — вице-президент Профессиональной футбольной лиги России.
Им подготовлено большое количество игроков в команды высшей лиги, а также ряд футболистов в сборные команды СССР, России и других стран. Среди игроков, выступавших под руководством Шперлинга: Алексей Юшков, Олег Имреков, Юрий Матвеев, Игорь Ханкеев, Олег Веретенников, Владимир Федотов, Андрей Малай.
Скончался 16 ноября 2023 года на 77-м году жизни в Омске. Наставник много лет боролся с онкологическим заболеванием, а незадолго до смерти он перенёс ишемический инсульт. Похоронен на Старо-Восточном кладбище.

## Тренерские достижения
- 1-е место во второй лиге (2): 1983 — «Иртыш», 1990 — «Уралмаш».
- 1-е место в первой лиге (1): 1995 — «Балтика» (как президент).